# 773 TCN
773 TCN là một năm trong lịch La Mã.